# چوسکوکوچا
چوسکوکوچا (به اسپانیایی: Chuskuqucha) یک کوه در پرو است که در منطقه اوئانوکو واقع شده‌است. چوسکوکوچا ۴٬۲۷۱ متر بالاتر از سطح دریا واقع شده‌است.